# Garuda-Indonesia-Flug 200
Garuda-Indonesia-Flug 200 war ein Inlandsflug der staatlichen indonesischen Fluggesellschaft Garuda Indonesia auf der etwa 440 Kilometer langen Flugstrecke von Jakarta/Soekarno-Hatta nach Yogyakarta am 7. März 2007.
Bei der Landung auf dem Adisucipto International Airport von Yogyakarta schoss das Flugzeug über das Ende der Landebahn hinaus. Die Maschine kam kurz hinter dem Flughafenzaun in einem Reisfeld zum Stehen und ging in Flammen auf. Bei dem Flugunfall wurden 20 Passagiere und ein Besatzungsmitglied getötet.

## Besatzung
An Bord der Boeing 737-400 waren 133 Fluggäste und sieben Besatzungsmitglieder. Unter den 133 Fluggästen waren 19 Ausländer, die den Besuch des australischen Außenministers Alexander Downer auf Java begleiteten. Die Cockpitbesatzung überlebte. Die Australier an Bord waren Teil einer Delegation unter Beteiligung des australischen Außenministers Alexander Downer und Generalstaatsanwalts Phillip Ruddock, die wegen einer Anti-Terror-Konferenz nach Indonesien reiste. Zunächst war angenommen worden, dass Downer und Ruddock an Bord der Maschine waren und Australiens Premier John Howard hatte zunächst die Zahl von 49 Toten genannt. Die australischen Behörden bestätigten aber, dass fünf Australier unter den Getöteten waren. Viele der Überlebenden erlitten zum Teil schwere Brandverletzungen und wurden in lokale Krankenhäuser eingeliefert. Einige der verletzten Australier an Bord wurden zur Behandlung nach Perth und Darwin geflogen; ein Australier wurde mit schweren Brandverletzungen in ein Krankenhaus nach Singapur gebracht. Unter den getöteten Australiern waren zwei Beamte der Australian Federal Police, eine Mitarbeiterin der australischen Hilfsorganisation AusAID, Elizabeth (Liz) O’Neill – die Pressesprecherin der australischen Botschaft in Jakarta und der Journalist Morgan Mellish vom Australian-Financial-Review-Magazin.
An Bord des Flugzeuges war auch ein Kameramann des australischen Senders Seven. Er begann sofort nach seiner Flucht aus dem Flugzeugwrack den Unfallort zu filmen. Seine Bilder wurden von Fernsehsendern weltweit ausgestrahlt.

## Fluggerät
Die 14 Jahre alte Boeing 737-400 mit dem Luftfahrzeugkennzeichen PK-GZC machte am 5. November 1992 ihren Erstflug und wurde am 13. November 1992 an Aloha Airlines ausgeliefert. Das Flugzeug gelangte über Star Europe und die indische Jet Airways zum indonesischen Staatscarrier. Zum Unfallzeitpunkt hatte sie 35.157 Flugstunden absolviert. Der Jet stand seit dem 7. Oktober 2002 in den Diensten von Garuda.

## Verlauf
Um etwa 7:00 Uhr Ortszeit (0:00 Uhr GMT) schoss die Boeing 737-400 über das Ende der 2200 m langen Landebahn des Flughafens von Yogyakarta hinaus und setzte dabei mehrfach auf, bevor sie in einem Reisfeld außerhalb des Flughafengeländes steckenblieb. Berichten von Überlebenden zufolge soll sich kurz nach dem harten Aufsetzen, bei dem alle Passagiere an den Vordersitz geschleudert sein sollen, in der Kabine starker Rauch entwickelt haben. Teile des Fahrwerks wurden nach der Havarie auf der Landebahn entdeckt. Eine Landung auf dem Flugzeugbug war wahrscheinlich der Grund für die Entzündung des Flugzeuges. Bevor die Maschine zum Stehen kam, wurden beide Triebwerke abgerissen und die rechte Tragfläche wurde beschädigt, so dass Kerosin auslief und sich rasch entzündete. Das Flugzeug wurde völlig zerstört.
Nachdem das Flugzeug zum Stillstand gekommen war, gelang es der Flugzeugbesatzung, mehrere Türen zu öffnen und die Notrutschen zu aktivieren. So konnten 118 Flugzeuginsassen ins Freie entkommen; 11 Personen wurden mit teilweise schweren Verbrennungen geborgen. Nachdem der Brand gelöscht war und die Trümmer abkühlten, wurden die Leichen aus dem Wrack geborgen.
Flugkapitän Morwoto Komar erwog eine Fehlfunktion der Landeklappen.
Nach Augenzeugenberichten soll sich das Flugzeug mit zu hoher Geschwindigkeit der Landebahn genähert haben. Passagiere berichteten von mehreren starken Erschütterungen vor dem Unfall.
Die Flugschreiber wurden zur Auswertung nach Canberra, Australien geschickt. In die Ermittlungen schaltete sich auch die Australische Bundespolizei ein.

## Untersuchung der Ursachen
Ermittler der australischen Luftfahrtaufsicht führten Untersuchungen des Wracks durch. Beide Flugschreiber wurden nach Canberra gebracht, da in Indonesien die technischen Einrichtungen für eine Auswertung nicht vorhanden waren. Mitglieder der Crew gaben an, dass es ein Problem mit den Landeklappen gegeben habe und Flugkapitän Marwoto Komar sagte aus, er habe beim Landeanflug ab einer Flughöhe von etwa 1000 Fuß starken Fallwinden gegensteuern müssen. Der Flughafen ist nach Angaben aus indonesischen Luftfahrtkreisen bekannt für seine wechselhaften Windströmungen. Mitarbeitern der indonesischen Untersuchungskommission zufolge seien auch Korrosion und ein Bruch des Bugs als Ursache nicht auszuschließen. Passagiere berichteten, vor der Havarie sei das Flugzeug mehrfach geschüttelt worden und nach Aussagen zweier Angehöriger der Royal Australian Air Force an Bord habe sich das Flugzeug dem Boden viel zu schnell genähert. Australiens Außenminister Downer erklärte, dass es keine Hinweise auf Sabotage oder einen Terroranschlag gebe. Zuvor gab es solche Spekulationen, weil einige Überlebende ausgesagt hatten, dass es kurz vor dem Unfall zu einer Explosion an Bord gekommen sei.
Im Oktober gab die Flugsicherheitsbehörde in Jakarta bekannt, dass der Kapitän zu hoch und zu schnell geflogen sei. Er habe mehrfache Warnungen der Bordinstrumente und des Copiloten ignoriert.

## Fluggesellschaft
Die Fluggesellschaft wurde 1949 gegründet und ist die älteste in Indonesien. Seit 1950 waren Flugzeuge der Fluggesellschaft in 29 größere Flugunfälle verwickelt, wobei Garuda-Indonesia-Flug 152 am 26. August 1997 mit 234 Toten der folgenschwerste Unfall in der Luftfahrtgeschichte Indonesiens war, als ein Airbus A300 beim Anflug auf den Flughafen von Medan nach einem Fehler der Flugverkehrskontrolle gegen einen Berg prallte. Nach Ansicht des Direktors des Centre for Asia Pacific Aviation, Peter Harbison, seien die meisten Unfälle in der indonesischen Luftfahrt darauf zurückzuführen, dass die niedrigen Sicherheitsstandards der Flugplätze und Fluggesellschaften mit den durch häufige Unwetter und starke Winde oft schlechten Wetterbedingungen in der Region zusammenspielten.
Der letzte tödliche Flugunfall einer Maschine von Garuda Indonesia hatte sich 2002 ereignet.
Garuda Indonesia ließ das Firmenlogo auf dem Leitwerk und das Flugzeugkennzeichen mit Farbe übermalen, offenbar um den Vertrauensverlust der Kunden zu verringern. Die Fluggesellschaft ging damit ähnlich vor wie Adam Air bei der Havarie von Adam-Air-Flug 172 Mitte Februar 2007 und Alitalia bei der Carpatair-Bruchlandung 2013.

## Darstellung in Medien
- Überraschende Erkenntnisse. (Originaltitel: Fatal Focus). Mayday – Alarm im Cockpit [Staffel 15; Folge 8].